# Jörg Lanz von Liebenfels
Jörg Lanz von Liebenfels, en réalité Adolf-Joseph Lanz, né le 19 juillet 1874 à Vienne en Autriche et décédé le 22 avril 1954 à Vienne, est un moine cistercien ayant ensuite quitté les ordres, devenu théoricien et fondateur de la revue racialiste et eugéniste Ostara. Il a aussi a développé une idéologie antiféministe, « völkisch » et antisémite.

## Biographie
Jörg Lanz von Liebenfels est le fils de Johann Lanz, maître d'école dont les aïeux avaient été bourgeois de Vienne au XVIIIe siècle, et de Katerina Hoffenreich. 
En 1893, il fut reçu comme moine de l'ordre cistercien à l'abbaye d'Heiligenkreuz en Basse-Autriche, sous le nom de Jörg (Georges), qu'il conservera toute sa vie. En 1894, après avoir déclaré qu'il avait été illuminé par les chevaliers du Temple, il commença à développer des théories sur la blondeur des peuples aryens. En 1899, il renonce à ses vœux, et quitte l’ordre cistercien. Les autorités de l’abbaye estiment qu’il « succomba aux tentations du monde et de la chair » (von Liebenfels se justifia en affirmant que l’ordre cistercien avait trahi sa doctrine originelle, c'est-à-dire « raciste »)[réf. souhaitée]. 
En 1905, il publie son essai Die Theozoologie, dans lequel il préconise la stérilisation des malades et, écrit-il, des « races inférieures », ainsi que leur mise au travail forcé, et glorifie la « race aryenne » en la dénommant « Gottmenschen » (Hommes-Dieux)[réf. souhaitée]. Niant l'existence de Dieu, Lanz justifie son idéologie raciale en lui conférant cependant des fondements bibliques : Ève (qu’il considère quasi-divine) eut des relations avec un démon, et enfanta les « races inférieures » ; ce qui d’après lui démontre pourquoi les femmes blondes succombent souvent au charmes des « hommes sombres ». Cette situation ne peut être résolue que par un « dé-mélange racial », de façon que le « Chrétien aryen » puisse « dominer à nouveau les hommes-bêtes à peau sombre » et ainsi accéder à la « divinité ». Il propose la création de Zuchtklöster — « couvent de reproduction » —, où des femmes allemandes seraient fécondées par des mâles aryens. Dans ce même essai, il suggère l'idée de déporter les Juifs autrichiens et allemands à Madagascar.
La même année, il fonde la revue Ostara, Briefbücherei der Blonden und Mannesrechtler, dont il est le seul auteur, et unique éditeur à partir de 1908. Lanz se targue après-guerre de 100 000 abonnés, mais il semble que ce chiffre soit grossièrement exagéré. Il n’y a aucun doute, en revanche, que le jeune Adolf Hitler et son « mentor », le poète et éditeur « völkisch » Dietrich Eckart, furent des lecteurs assidus de la revue[réf. nécessaire].
Interrogé lors d'un procès en dénazification après la guerre, Lanz soutiendra que Hitler lui rendit visite une fois, afin de se procurer deux numéros manquants du magazine.
Lanz s'installa ensuite au château de Werfenstein en Autriche.
Il a été un disciple de Guido von List (1848-1919) et d'Otto Weininger (1880-1903)[réf. nécessaire].

## Postérité
Paul Verhaeghen en fait un personnage dans le début de son roman Oméga mineur (2004) sous le nom de Jörg Ganz von Liebenfels (dans la version française, p. 66, et p. 65 de la version anglaise).
Il est par ailleurs cité dans le tome 1 L'épée de La légende des Templiers de Paul Christopher[réf. nécessaire].
Il apparaît également dans le chapitre 15 du tome 2 de la Saga du soleil noir, La nuit du mal, dans lequel le jeune Adolf Hitler lui rend visite au sujet de sa revue Ostara.
Également présent dans le roman la part de l'autre d' Eric Emmanuel Schmitt , il est cité comme instigateur d'une pensée nouvelle, une pensée discriminante et rasciste notamment par le biais de sa revue Ostara.

## Écrits
- Katholizismus wider Jesuitismus (le catholicisme contre le Jésuitisme. Frankfurt 1903
- Die Theozoologie oder die Kunde von den Sodoms-Äfflingen und dem Götter-Elektron. Wien/Leipzig/Budapest 1905 Texte en ligne (anglais)
- Der Taxilschwindel. Ein welthistorischer Ulk. Frankfurt 1905
- Ostara, (89 numéros), Rodaun/Mödling 1905–1917 (38 livraisons publiées par Neuauflage, Vienne, 1926–1931)
- Rasse und Weib und seine Vorliebe für den Mann der minderen Artung. In: Ostara 21. 1908
- Die Gefahren des Frauenrechts und die Notwendigkeit der mannesrechtlichen Herrenmoral. In: Ostara. 1909
- Die Rassenwirtschaftliche Lösung des sexuellen Problems. In: Ostara. 1910
- Charakterbeurteilung nach der Schädelform. In: Ostara. 1910
- Das Geschlechts- und Liebesleben der Blonden und Dunklen. In: Ostara. 1910
- Die Komik der Frauenrechtlerei, eine heitere Chronik der Weiberwirtschaft. In: Ostara 44. 1911
- Einführung in die Sexualphysik. In: Ostara. 1911
- Die Blonden als Schöpfer der Sprachen. In: Ostara. 1911
- Moses als Darwinist. In: Ostara. 1911
- Kallipädie oder die Kunst der bewussten Kinderzeugung. In: Ostara. 1911
- Nackt- und Rassenkultur im Kampfe gegen Mucker- und Tschandalakultur. In: Ostara 66. 1913
- Weltende und Weltwende. Lorch 1923
- Grundriss der ariosophischen Geheimlehre. Oestrich 1925
- Das Buch der Psalmen teutsch. Das Gebetbuch der Ariosophen, Rassenmystiker und Antisemiten. 1926
- Bibliomystikon oder die Geheimbibel der Eingeweihten. (10 Bände.) Pforzheim u. a. 1929–1934
- Praktisch-empirisches Handbuch der ariosophischen Astrologie. (4 Bände.) Düsseldorf 1926–1934

### Traductions françaises
- La Théozoologie ou la science de l’homme-singe de Sodome et de l’électron-divin (Die Theozoologie oder die Kunde von den Sodoms-Äfflingen und dem Götter-Elektron, 1905), Nantes, Ars Magna, coll. Sonnenwende, 174 p., 2025  (ISBN 978-2383560968), (ASIN B0F37XZQW4)